# Альфа Тукана
Альфа Тукана (α Tuc / α Tucanae) — двойная звезда в созвездии Тукана. Основной компонент, Альфа Тукана A, оранжевый гигант спектрального класса K с видимой звёздной величиной +2,87. Расстояние от Земли 199 световых лет. Система является астрометрической двойной: звезда-компаньон прямо не наблюдалась, но её присутствие определено путём измерения изменений собственного движения основной звезды. Период обращения двойной системы — 11,5 лет.